# Power Rangers S.P.D.
Power Rangers SPD (conocida en Latinoamérica como Power Rangers: Super Patrulla Delta, en España conservó el título original) es el título de la 13.ª temporada de la franquicia Power Rangers, producida por BVS Entertainment, Renaissance Atlantic Entertainment y Ranger Productions en colaboración con Toei Company, y emitida la primera mitad en ABC Family, y la segunda mitad en Toon Disney, del 5 de febrero al 14 de noviembre de 2005, constando de 38 episodios.
Como otras temporadas de la franquicia, parte de sus escenas están extraídas de la franquicia Super Sentai Series, en este caso de la serie Tokusō Sentai Dekaranger.

## Argumento
Es el año 2025. La humanidad ya convive de forma pacífica con formas alienígenas de todo el universo. Sin embargo, el maligno Imperio Troobian decide conquistar la Tierra. Cuando la primera línea de defensa, el A-Squad de la S.P.D., desaparece sin dejar rastro, la protección de la Tierra queda a cargo del B-Squad de la S.P.D., liderados por el alienígena cánido Anubis "Doggie" Kruger, que establece en ellos a los Power Rangers S.P.D. Cuando dos antiguos ladrones reformados se unen al equipo como el Red y la Yellow S.P.D. Rangers, las tensiones amenazan con romper al grupo, pero con la amenaza alienígena cerciéndose sobre la Tierra, deben dejar a un lado sus diferencias y entrar en batalla lo más unidos que puedan.

## Elenco y personajes

### Principales
- Brandon Jay McLaren como Jack Landers/S.P.D. Red Ranger
- Chris Violette como Schuyler "Sky" Tate/S.P.D. Blue Ranger
- Matt Austin como Bridge Carson/S.P.D. Green Ranger
- Monica May como Elizabeth "Z" Delgado/S.P.D. Yellow Ranger
- Alycia Purrott como Sydney "Syd" Drew/S.P.D. Pink Ranger
- John Tui como Anubis "Doggie" Cruger/S.P.D. Shadow Ranger
- Michelle Langstone como la doctora Katherine "Kat" Max/S.P.D. Kat Ranger
- Kelson Henderson como Michael Boom.
- Rene Naufahu como el Emperador Grumm.
- Olivia James-Baird como Mora.
- Josephine Davison como Morgana.
- Barnie Duncan como Piggy.

### Secundarios
- Jim McLarty como la voz de Broodwing.
- Brett Stewart como Sam del futuro/S.P.D. Omega Ranger. Aaron James Murphy interpreta a un joven Sam del presente.
- Geoff Dolan como la voz de Omni.
- Antonia Prebble como Nova/S.P.D. Nova Ranger
- Paul Norell como la voz del Supremo Comandante Fowler Birdie.
- Beth Allen como Ally Samuels.
- Tandi Wright como la voz de Isinia Cruger.
- Gina Varela como Charlie/S.P.D. Red Ranger Escuadrón A.
- Nick Kemplen como S.P.D. Blue Ranger Escuadrón A.
- Greg Cooper II como S.P.D. Yellow Ranger Escuadrón A.
- D.J. Sena como S.P.D. Green Ranger Escuadrón A. Nick Kemplen dio la voz para el personaje.
- Motoko Nagino como S.P.D. Pink Ranger Escuadrón A. Claire Dougan dio la voz para el personaje.

### Invitados
- James Napier como Conner McKnight/Red Dino Ranger.
- Kevin Duhaney como Ethan James/Blue Dino Ranger.
- Emma Lahana como Kira Ford/Yellow Dino Ranger.
- Jeffrey Parazzo como Trent Fernández-Mercer/White Dino Ranger y la voz de Dr. Tommy Oliver/Black Dino Ranger.
- James Gaylyn como la voz de Zeltrax

### S.P.D. Rangers

#### Escuadrón B
Los Rangers principales pertenecen a un grupo llamado Escuadrón B. Hubo un Escuadrón A que les precedió, pero desapareció poco antes.
- Jack Landors/S.P.D. Red Ranger (#1): Es un antiguo ladrón sin hogar junto a su amiga Z, que se ofreció voluntario para unirse a la S.P.D. para salvar la vida de Z y la de los otros Rangers, y que promocionó hasta el puesto de líder, para la ira de Sky Tate. Al principio, se tomaba el puesto de líder muy a la ligera, pero con el tiempo probó que era un líder muy competente, aunque con tendencia a chocar con la cadena de mando y a ignorar de vez en cuando las reglas, lo que pone al metódico Sky de los nervios, posee una alteración genética que le permite traspasar objetos sólidos, lo que le da gran talento como ladrón y espía.

- Schuyler "Sky" Tate/S.P.D. Blue Ranger (#2): Es un oficial muy obsesionado con las reglas y con seguir las directrices al pie de la letra. Es el mejor del equipo en manejo de armas y en combate, y cree firmemente que él debería ser el líder y el Red Ranger, igual que su padre. Sin embargo, por su exceso de orgullo, Cruger le colocó en la posición de Blue Ranger, y eso le hizo mantener un desprecio inicial hacia Jack. Sin embargo, con el tiempo, aprendió a ver el valor de trabajar en equipo, y la importancia de saber seguir a alguien además de dirigirlo, y fue reconociendo a Jack como un buen líder. Posee la habilidad de crear campos de fuerza a voluntad. Se vuelve Red Ranger al finalizar la temporada.

- Bridge Carson/S.P.D. Green Ranger (#3): Es un hombre que, aunque tiene a veces apariencia de ser un tanto parado, es un genio informático y un fantástico mecánico, entre otras muchas cosas. Es un poco inocente, pero tiene un corazón de oro, y aunque la gente tiende a subestimarle, siempre logra salir adelante gracias a su rapidez mental. Tiene el defecto de analizar excesivamente las cosas, también que tiende a responder inocentemente con la verdad y a veces tiene poca seguridad en sí mismo. Posee poderes psíquicos que le permite ver el aura de las personas, también puede predecir sus movimientos y lo que van a hacer por un periodo corto.

- Elizabeth "Z" Delgado/S.P.D. Yellow Ranger (#4): Cuando era pequeña, era una inadaptada en la escuela por sus poderes genéticos. Huyó de casa, y acabó viviendo en la calle, donde conoció a su mejor amigo Jack, y juntos comenzaron a robar. Acabó cansándose de este modo de vida, y deseó formar parte de algo más importante, lo que la llevó a unirse a la S.P.D. A pesar de la gran diferencia de caracteres, logró estrechar lazos con Syd y Bridge, y suele trabajar junto a la Pink Ranger en batalla. Es muy amistosa y un tanto descuidada, aunque es una luchadora muy determinada. Tiene la habilidad de crear clones de sí misma que no necesitan de su control, por lo que son independientes y poseen sus mismas características.

- Sydney "Syd" Drew/S.P.D. Pink Ranger (#5): Sus padres trabajaron en la S.P.D. y tuvieron que ver en el desarrollo de los Delta Morphers, que alteraron el ADN de Syd, dándole la capacidad de transformar su mano en cualquier material que toque. Su familia es muy rica, y aunque no se tienen muchos datos de su vida anterior a la S.P.D., varias referencias a lo largo de la serie implican que tiene muchos talentos, entre otros el de ser una excelente espadachina, cantante y modelo. A pesar de su evidente vanidad y ocasional egocentrismo, es muy amable y compasiva, y suele ser la primera en salir en defensa de alguien cuando le tratan mal. Aunque Z y ella siempre están peleándose, en el fondo se tienen cariño.

#### Otros Rangers principales
- Anubis "Doggie" Cruger/Shadow Ranger (#100): Se trata de un alienígena miembro de la raza de los caniformes del planeta Sirius, y fue un miembro de la S.P.D. original, a la que dirigió enfrentándose a la invasión del Imperio Troobian. Su mujer fue secuestrada y su operación fue finalmente desbaratada. Todos los miembros de su raza salvo él fueron exterminados. Sin saber Cruger nada del destino de su mujer y dándola por muerta, viajó a la Tierra y juró no volver a pelear nunca más. En la Tierra, Cruger fundó la Academia Terrestre de la S.P.D. donde se dedicó a entrenar escuadrones de élite de la S.P.D. Entre ellos el perdido Escuadrón A, y el Escuadrón B al que pertenecen los Rangers principales. Cruger es un personaje con un gran talento para juzgar el carácter de las personas. Fue él quien decidió que los dos criminales, Jack y Z, se unieran a la S.P.D. y también fue él el que propuso a Kat que aceptara a Boom como ayudante en el laboratorio al ver su potencial. También es capaz de llegar hasta donde sea necesario con tal de proteger a sus seres queridos. Cuando la Dra. Manx fue secuestrada, no dudó en romper su juramento de no violencia y transformarse en el Shadow Ranger para rescatarla.

- Sam/Omega Ranger (#6): Sam en el pasado era un niño de la calle muy solitario e incomprendido cuya madre murió trágicamente y cuyos poderes genéticos, que le permitían teletransportar objetos, le convertían en objetivo de los matones. Su desesperado deseo de encontrar amigos le convirtió en fácilmente manipulable por parte de Mora y durante un tiempo trabajó para ella. Los Rangers le juzgaron mal rápidamente, todos menos Z, que se dio cuenta del verdadero carácter de Sam y de que él lo único que quería era encajar en algún sitio. Así, Z fue la que convenció a Sam y a sus amigos para que le permitieran ingresar en la S.P.D. En el futuro, en el año 2040, la S.P.D. escogería a Sam para ser el Omega Ranger, y recibió de ellos la misión de viajar al pasado, el presente de la historia, para evitar que Morgana destruyera a los Rangers y con ellos al mundo. Así, el Sam del futuro como Omega Ranger entró en batalla, pero no quiso acercarse a los Rangers, a quienes consideraba demasiado anticuados para ayudarles, y de quienes desconfiaba, aunque le demostraron que se equivocaba cuando corrieron a ayudarle. Cuando iba a volver a su tiempo, un fallo en el portal del tiempo alteró su estructura corporal, convirtiéndole en una bola de energía que solo podía adoptar como única forma física la forma transformada de Omega Ranger. En esta forma no podía volver al futuro, por lo que tuvo que quedarse en el presente, y mientras Kat buscaba una forma de hacerle volver al futuro, el Omega Ranger se quedó con los Rangers para ayudarles en batalla.

- Dra. Kat Manx/S.P.D. Kat Ranger (#99): La Dra. Katherine Max, llamada siempre Kat, es la experta en tecnología de la S.P.D. y tiene maestría en múltiples ciencias. Es una alienígena con forma de gato humanoide procedente de un mundo no mencionado. A pesar de su apariencia juvenil, Kat tiene 147 años de edad en términos de la Tierra. Es la responsable de la invención y desarrollo de todo el equipamiento tecnológico de la S.P.D. en la Tierra, incluyendo el Delta Command Megazord. Durante las misiones, se encuentra en el centro de comando, proporcionando asistencia técnica a los Rangers. A pesar de estar especializada en ciencia, eso no quiere decir que esté físicamente indefensa, ya que también es muy hábil en combate. Es muy buena amiga del comandante Cruger, a quien suele llamar "perro viejo cabezota", y suele ser la voz de la razón cuando él toma una decisión demasiado emocional. Kat es la jefa y mentora de Boom, un rechazado de la academia quien, a pesar de ser al principio un incompetente, gracias a las enseñanzas de ella logró mejorar y especializarse. Por un tiempo, manejó su propio Delta Morpher, y se convirtió en la S.P.D. Kat Ranger, aunque esos poderes fueron temporales y duraron apenas una hora.

- Nova Ranger (#7): Se trata de una compañera del Omega Ranger procedente del futuro, que viajó al pasado en busca de su compañero para ayudarle a volver. A su llegada, también ayudó a los Rangers en batalla.

### Aliados
- Boom: Es el ayudante de laboratorio de la Dra. Kat. Fue rechazado de la Academia debido a su incompetencia, pero Cruger vio potencial en él y fue él quien convenció a Kat para que le aceptara como ayudante. Al principio, Boom es muy torpe e incompetente, pero con la asistencia de Kat, poco a poco va mejorando y acaba convirtiéndose en todo un experto científico.

Se convirtió en el Ranger Naranja #0, pero siguió con sus funciones en el taller de armamento de SPD
- S.O.P.H.I.E. : El acrónimo significa Series One Processor Hyper Intelligent Ecryptor, Procesador Encriptador Hiperinteligente de Serie Uno. Se trata de una cyborg que decidió usar sus habilidades para el bien, por lo que se enroló en la S.P.D. ocultando sus orígenes, ya que los cyborgs tenían muy mala reputación. Cuando los Rangers descubrieron la verdad, fue expulsada, y un monstruo comenzó a perseguirla. Cruger la rescató en el último momento. Regresó a la S.P.D., y ayudó a activar el Delta Command Megazord. Dándose cuenta de que solo tenía buenas intenciones, la S.P.D. decidió readmitirla, asignándole la tarea de programadora en Cuadrante Theta.

### Arsenal
- Delta Morphers/Patrol Morpher/Omega Morpher/Kat Morpher: Son los dispositivos de transformación de los S.P.D. Rangers, los Delta pertenecen al equipo principal, el Patrol al Shadow Ranger y los otros dos pertenecen al Omega Ranger y a la Kat Ranger respectivamente. Funcionan con el comando "S.P.D. Emergency!"[Notas 3] Sirve también como escáner de juicios y como comunicador, así como para llamar a los Zords.

- Deltamax Strikers: Son las armas básicas de los Rangers, sirven para atacar tanto a corto como a largo alcance.

- Delta Blaster: Son unas pistolas propiedad del Red Ranger, de mayor potencia de disparo que los Deltamax Striker habituales.

- R.I.C.: La sigla significa "Robotic Interactive Canine, Cánido Robótico Interactivo". Es un perro robótico aliado de los Rangers y con una serie de armas y utensilios para ellos.

- Canine Cannon: Es una transformación de R.I.C. en un cañón para realizar un ataque definitivo contra el enemigo.

- Shadow Saber: Es el arma personal del Shadow Ranger, un sable útil para atacar a varios enemigos a la vez.

- Battlizer Morpher / S.P.D. Battlizer: El Battlizer Morpher es un dispositivo incluido dentro de R.I.C. con que el que el Red Ranger invoca el S.P.D. Battlizer, que hace que R.I.C. se transforme en una armadura que tiene dos modos. En el Cyber Mode, es una armadura que permite agilidad de manejo y está equipada con una espada, mientras que en el Sonic Mode forma una armadura pesada equipada con un cohete de vuelo, láseres y una espada de fuego de gran poder de ataque.

- S.W.A.T.: La sigla significa "Special Weapons and Tactics, Armas y tácticas especiales", y consiste en una actualización del equipamiento de los S.P.D. Rangers, que les provee de mejoras instaladas en sus trajes, como comunicadores y sensores en el casco, armadura en las piernas y un chaleco blindado. También les permite invocar los Delta Enforcers y los S.W.A.T. Flyers para formar el S.W.A.T. Megazord.

- Delta Enforcers: Son las armas básicas de los Rangers cuando están en modo S.W.A.T., unas pistolas de mayor poder que los Strikers normales.

### Zords
- Delta Squad Megazord: Es el fruto de la unión de los cinco Delta Runners, los Zords iniciales de los S.P.D. Rangers.
  - Delta Runner 1: Es el Zord del Red Ranger, un coche capaz de correr a grandes velocidades y disparar neumáticos con los que enganchar y entorpecer al enemigo. Forma la cabeza, torso y muslos del Delta Squad Megazord.
  - Delta Runner 2: Es el Zord del Blue Ranger, un vehículo volador capaz de capturar a los enemigos desde el cielo con láseres incorporados. Forma la pantorrila izquierda del Delta Squad Megazord.
  - Delta Runner 3: Es el Zord del Green Ranger, un camión acorazado que guarda en su interior la pistola del Megazord y que es capaz de lanzar una cinta con la que inmovilizar al enemigo. Forma la pantorrilla derecha del Delta Squad Megazord.
  - Delta Runner 4: Es el Zord de la Yellow Ranger, un vehículo equipado con unos potentes focos de emergencia y un blindaje muy pesado. Forma el brazo derecho del Delta Squad Megazord.
  - Delta Runner 5: Es el Zord de la Pink Ranger, un vehículo equipado con una señal plegable para redirigir el tráfico en caso de emergencia o para mostrar el resultado de los juicios contra los enemigos. Forma el brazo izquierdo del Delta Squad Megazord.

- Delta Command Megazord: Es una transformación en Megazord del Delta Command Crawler, equipado con láseres en el pecho y las piernas que lanzan descargas de energía masiva.
  - Delta Base/Delta Command Crawler: La Delta Base es el cuartel general de la S.P.D., donde se entrenan y desarrollan su actividad. Además, puede transformarse en el Delta Command Crawler, un vehículo gigante tripulado por el Shadow Ranger, capaz de proteger a la ciudad gracias a sus cañones equipados y a la posibilidad que tiene de acelerar a hípervelocidad cuando es necesario que se traslade a largas distancias.

- Omegamax Megazord: Es una transformación en Megazord del Omegamax Cycle.
  - Omegamax Cycle: Es el Zord del Omega Ranger, una motocicleta que también puede montar el Delta Squad Megazord.

- Deltamax Megazord: Es el fruto de la unión del Delta Squad Megazord con el Omegamax Megazord

- S.W.A.T. Megazord: Es el fruto de la unión de los cinco S.W.A.T. Flyers, unos Zords voladores que invocan los Rangers cuando están en modo S.W.A.T.
  - S.W.A.T. Flyer 1: Lo pilota el Red Ranger, y forma la cabeza, torso y muslos del S.W.A.T. Megazord.
  - S.W.A.T. Flyer 2: Lo pilota el Blue Ranger, y forma los brazos del S.W.A.T. Megazord.
  - S.W.A.T. Flyer 3: Lo pilota el Green Ranger, y forma las pantorrillas del S.W.A.T. Megazord.
  - S.W.A.T. Flyer 4: Lo pilota la Yellow Ranger, y forma el pie derecho del S.W.A.T. Megazord.
  - S.W.A.T. Flyer 5: Lo pilota la Pink Ranger, y forma el pie izquierdo del S.W.A.T. Megazord.

### Imperio Troobian
El Imperio Troobian son los villanos de la serie. Son un imperio galáctico gobernado por el Emperador Grumm, cuyo objetivo es la conquista del universo.
- Emperador Gruum: Es el líder de los Troobians, una raza alienígena cuyo deseo es la conquista de otros mundos. Es despiadado y no permite que nada se interponga en su camino hacia la conquista del universo entero. En el pasado, destruyó el planeta natal de Cruger, Sirius, y ahora está intentando conquistar la Tierra. Su estrategia de ataque es realizar devastadores ataques masivos contra el planeta para después drenar sus recursos naturales. Siente un odio feroz hacia Cruger, quien le cortó un cuerno en Sirius. También es el guerrero más fuerte entre todos los Troobians.

- Broodwing: Es un alienígena con apariencia de murciélago vampiro de tres ojos con una escafranda que necesita para sobrevivir. Es el tratante de armas de los Troobians, un criminal sin emociones al que solo le importa el dinero. Supuestamente sirve al emperador Grumm, pero no le importa hacer tratos con otros alienígenas. Se le obliga siempre a jugar con Mora, algo que detesta.
- Mora: Es una niña de aparentemente 10 años que es pura maldad. Se le da muy bien la pintura y tiene la habilidad de crear monstruos reales a partir de lo que pinta. También le gusta jugar con muñecas. Tiene muchos contactos en el mundo del crimen, como el general Valko y Shorty. Tiene un carácter muy malcriado que pone de los nervios a Grumm.
- Morgana: Después de la derrota de su aliado, el general Valko, Grumm castigó a Mora arrebatándole la juventud que le entregó cuando se conocieron, devolviéndole a su forma original adulta de Morgana. En esta forma es conocida por su belleza y su fuerza. Sin embargo, la ironía es que ella misma se ve horrible como adulta y desea desesperadamente recuperar su juventud, por lo que intenta impresionar constantemente a Grumm para que vuelva a convertirla en Mora.

- Krybots: Son los soldados de campo del Imperio Troobian, unos drones robóticos de color negro con cabezas blancas y agujeros negros por ojos.

### Otros personajes
- Piggy: Es un soplón que trabaja para cualquiera que le pague bien, o para cualquiera que suponga una amenaza para él, y eso significa que no le importa trabajar para la S.P.D. o para el Imperio Troobian según le parezca. Vive la mayor parte del tiempo en la Tierra, como un pobre sin hogar, alimentándose de basura y con muchas conexiones con el mundo inferior. Tiene una especie de amistad con Z, quien muestra confiar en él más que en ninguna otra persona. Más adelante, le toca la lotería y abre su propia cafetería móvil. A partir de este momento, vive una vida más acomodada, pero cada vez que los Rangers entran en el café, los clientes ponen pies en polvorosa, al considerarles monstruos temibles, y eso pone de los nervios a Piggy.